# Équipe de Belgique de football en 1951
Maillots
Chronologie
Saison précédente Saison suivante
L'équipe de Belgique de football ne remporte qu'une seule victoire en 1951 et a tendance, tout comme au cours des années 1920, à souffler le chaud et le froid durant cette décennie.

## Résumé de la saison

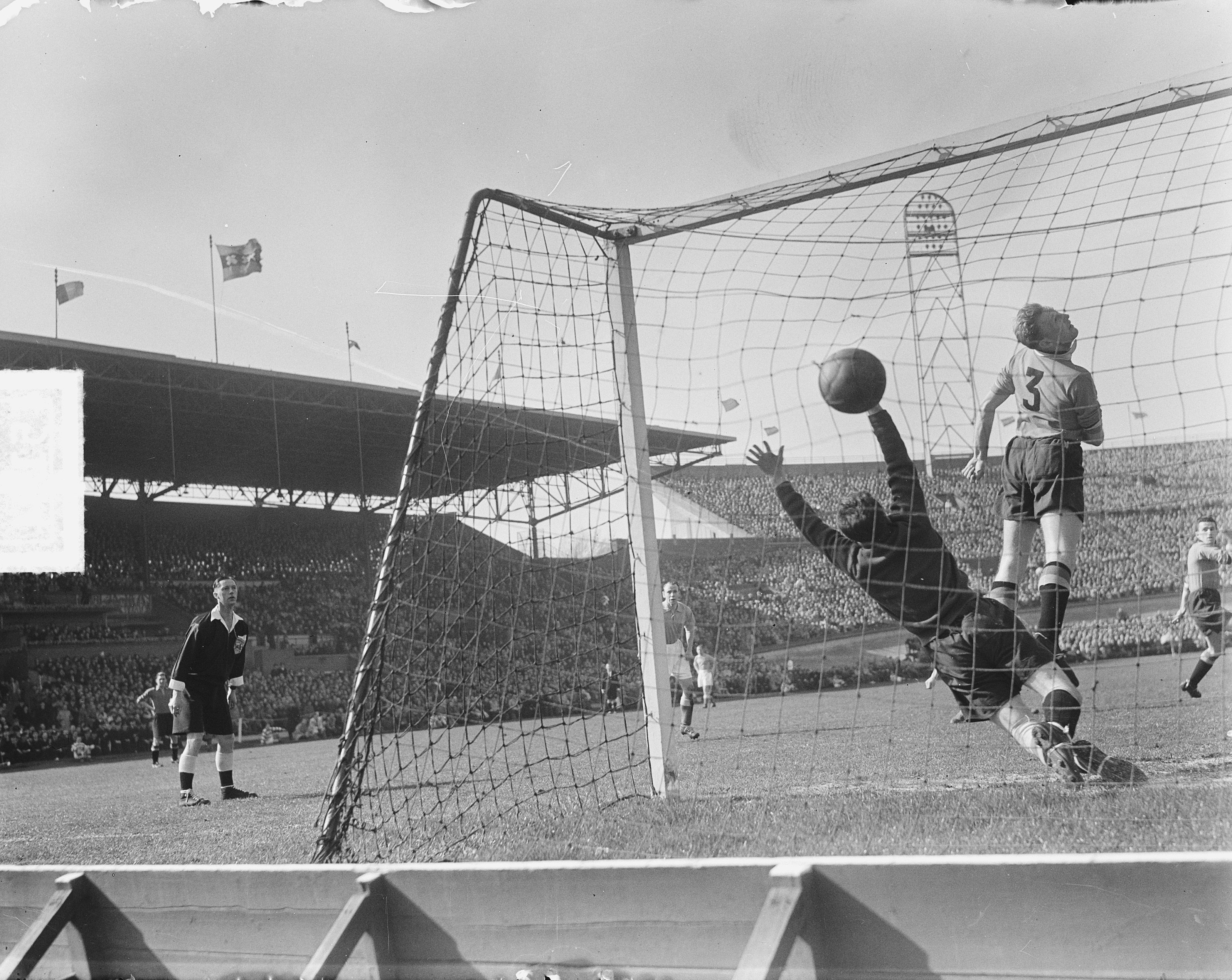
Pays-Bas-Belgique à Amsterdam le 15 avril 1951, Abe Lenstra inscrit le (5-3) pour la Hollande.

Une triste nouvelle réveille les Pays-Bas en début d'année avec le décès de Cees van Hasselt (nl), pionnier du football international en Hollande, qui avait répondu positivement à l'invitation des Belges à disputer la première Coupe Vanden Abeele en 1901 et participé ainsi à la genèse des équipes nationales respectives.
Peut-être fût-ce en l'honneur de sa mémoire que la sélection officieuse néerlandaise des Zwaluwen (nl) fit bonne figure, malgré la défaite (2-1) que la presse batave qualifia néanmoins de « victoire de prestige » pour le football néerlandais car avec les honneurs, face aux Diables Rouges à Gand lors du traditionnel match amical du Mardi gras.
C'est peut-être aussi dans ces deux événements préalables que la sélection néerlandaise puisa les ressources nécessaires à défaire la Belgique (5-4),, de manière inattendue car celle-ci menait (1-3) à la pause, à la mi-avril à Amsterdam, dans une rencontre qui rappela quelque peu le climat des duels bien disputés d'antan.

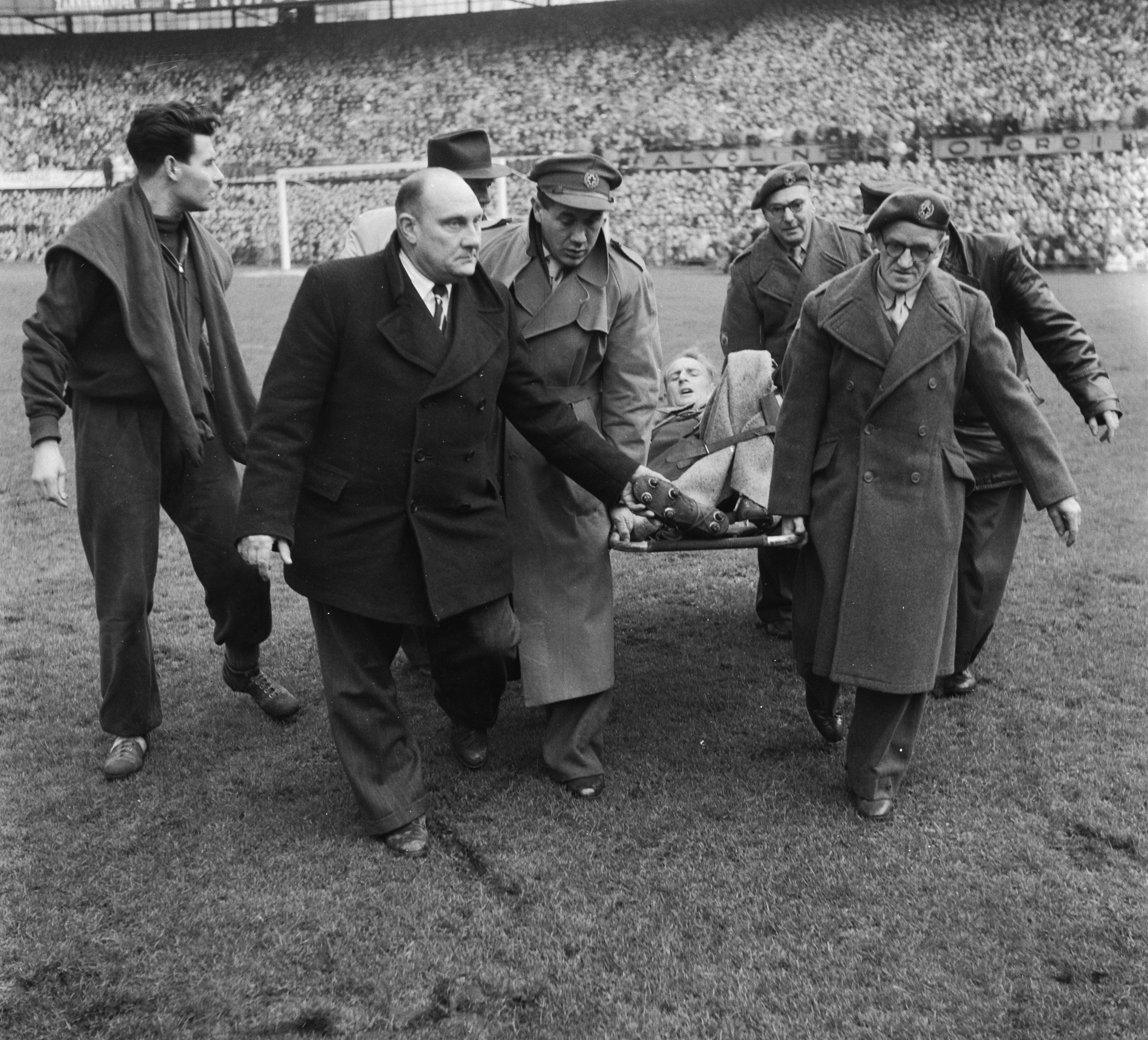
Le défenseur néerlandais Henk Schijvenaar est évacué sur civière après avoir subi une fracture à la jambe à Rotterdam le 25 novembre 1951.

Malgré leurs ambitions, motivées par le très récent et étonnant court succès (1-0) remporté par l'Écosse face à la France à l'occasion du Festival of Britain, les Belges doivent toutefois s'avouer totalement impuissants face aux Tartans, le 20 mai au Heysel et subissent une défaite sévère (0-5) avant d'aligner deux partages encourageants en huit jours en juin contre l'Espagne à domicile (3-3) et au Portugal (1-1).
Le 14 octobre, la Belgique reçoit la Wunderteam autrichienne et enregistre l'une de ses plus lourdes défaites (1-8) dans ce que la presse qualifiera de véritable débâcle. Ce match fut un réel triomphe pour l'école viennoise, les joueurs autrichiens, parmi lesquels évoluait Ernst Happel, futur entraîneur du FC Bruges et du Standard de Liège, produisant un jeu léché, construit de combinaisons d'une précision millimétrée et de feintes déroutantes, face auquel les Diables Rouges firent naufrage.
L'année se clôt en novembre par un « vrai » duel des plats pays digne de ce nom, une lutte âpre et un score serré faisant écho aux oppositions entre ces deux nations lorsque ces rencontres étaient à peu près les seules qu'elles disputaient. La Belgique fit la course en tête tout au long de la partie, menant d'abord (0-2), puis (2-3), (3-4) et (4-5) avant de s'imposer (6-7) mais les Néerlandais eurent le mérite de recoller au score systématiquement, notamment grâce à Abe Lenstra qui fut sans conteste l'homme du match, et estimèrent être les vainqueurs moraux dans cette bataille, malgré la défaite.

## Les matchs
| Match amical                                                   | Pays-Bas                                    | 5 - 4   | Belgique                                                             | Stade olympique Amsterdam, Pays-Bas             |                                                 |
| 15 avril 1951 · 14:30 heure locale · Historique des rencontres | van Melis (nl) 2e 20e 44e · Lenstra 50e 60e | (3 – 3) | Terlouw 8e (csc) · Mermans 13e · Chaves d'Aguilar 18e · Vaillant 83e | Spectateurs : 60 000 Arbitrage : Reginald Leafe | Spectateurs : 60 000 Arbitrage : Reginald Leafe |
| 15 avril 1951 · 14:30 heure locale · Historique des rencontres | Rapport                                     |         |                                                                      | Spectateurs : 60 000 Arbitrage : Reginald Leafe | Spectateurs : 60 000 Arbitrage : Reginald Leafe |

| Match amical                                                 | Belgique | 0 - 5   | Écosse                                              | Stade du Heysel Laeken, Belgique                     |                                                      |
| 20 mai 1951 · 16:00 heure locale · Historique des rencontres |          | (0 – 2) | Hamilton 10e 60e 76e · Mason (en) 15e · Waddell 85e | Spectateurs : 55 135 Arbitrage : Louis Fauquemberghe | Spectateurs : 55 135 Arbitrage : Louis Fauquemberghe |
| 20 mai 1951 · 16:00 heure locale · Historique des rencontres | Rapport  |         |                                                     | Spectateurs : 55 135 Arbitrage : Louis Fauquemberghe | Spectateurs : 55 135 Arbitrage : Louis Fauquemberghe |

| Match amical                                                  | Belgique                              | 3 - 3   | Espagne                          | Stade du Heysel Laeken, Belgique                     |                                                      |
| 10 juin 1951 · 16:00 heure locale · Historique des rencontres | Van Gestel 1re 85e · Van Steelant 57e | (1 – 1) | Gonzalvo III 28e · Zarra 47e 71e | Spectateurs : 35 367 Arbitrage : Agostino Gamba (it) | Spectateurs : 35 367 Arbitrage : Agostino Gamba (it) |
| 10 juin 1951 · 16:00 heure locale · Historique des rencontres | Rapport                               |         |                                  | Spectateurs : 35 367 Arbitrage : Agostino Gamba (it) | Spectateurs : 35 367 Arbitrage : Agostino Gamba (it) |

| Match amical                                                  | Portugal     | 1 - 1   | Belgique   | Estádio Nacional do Jamor Lisbonne, Portugal      |                                                   |
| 17 juin 1951 · 18:00 heure locale · Historique des rencontres | Ben David 2e | (1 – 0) | Givard 64e | Spectateurs : 50 000 Arbitrage : Generoso Dattilo | Spectateurs : 50 000 Arbitrage : Generoso Dattilo |
| 17 juin 1951 · 18:00 heure locale · Historique des rencontres | Rapport      |         |            | Spectateurs : 50 000 Arbitrage : Generoso Dattilo | Spectateurs : 50 000 Arbitrage : Generoso Dattilo |

| Match amical                                                     | Belgique       | 1 - 8   | Autriche                                                                             | Stade du Heysel Laeken, Belgique              |                                               |
| 14 octobre 1951 · 15:00 heure locale · Historique des rencontres | Lemberechts 8e | (1 – 2) | Huber (de) 30e 50e · Stojaspal 44e 57e · Melchior 55e 87e · Körner 76e · Hanappi 88e | Spectateurs : 55 156 Arbitrage : Arthur Ellis | Spectateurs : 55 156 Arbitrage : Arthur Ellis |
| 14 octobre 1951 · 15:00 heure locale · Historique des rencontres | Rapport        |         |                                                                                      | Spectateurs : 55 156 Arbitrage : Arthur Ellis | Spectateurs : 55 156 Arbitrage : Arthur Ellis |

| Match amical                                                      | Pays-Bas                                                                         | 6 - 7   | Belgique                                                                      | Stade de Feyenoord Rotterdam, Pays-Bas          |                                                 |
| 25 novembre 1951 · 14:30 heure locale · Historique des rencontres | Lenstra 25e 42e 50e (pen.) · Clavan 26e · Bennaars (nl) 60e · van Melis (nl) 89e | (3 – 3) | Anoul 5e 8e 41e · Verbruggen 46e · Moës 56e (pen.) 75e (pen.) · Van Steen 65e | Spectateurs : 65 000 Arbitrage : Édouard Harzic | Spectateurs : 65 000 Arbitrage : Édouard Harzic |
| 25 novembre 1951 · 14:30 heure locale · Historique des rencontres | Rapport                                                                          |         |                                                                               | Spectateurs : 65 000 Arbitrage : Édouard Harzic | Spectateurs : 65 000 Arbitrage : Édouard Harzic |

## Les joueurs
| Joueurs                   | Joueurs                  | Amical | Amical | Amical | Amical | Amical | Amical |
| ------------------------- | ------------------------ | ------ | ------ | ------ | ------ | ------ | ------ |
| Gardiens de but           |                          |        |        |        |        |        |        |
| François Daenen           | Royal Tilleur FC         | 90     |        |        |        |        |        |
| Ferdinand Boogaerts       | Standard de Liège        | r      | r      | 90     | 90     | 90     | 90     |
| Henri Meert               | RSC Anderlechtois        |        | 90     | r      |        |        | r      |
| Armand Seghers            | ARA La Gantoise          |        |        |        | r      | r      |        |
| Défenseurs                |                          |        |        |        |        |        |        |
| Jean Valet                | RSC Anderlechtois        | 90,    | r      | r      | r      | r      |        |
| Arsène Vaillant           | RSC Anderlechtois        | 90     | 90     |        |        | 90     | 90     |
| Alphons Van Brandt        | K Lierse SK              | r      | r      | 90     | 90     |        |        |
| Adolf De Buck             | KSC Eendracht Alost      | r      |        |        |        |        |        |
| Henri Diricx              | Union Saint-Gilloise     |        |        | r      | r      | r      | r      |
| Rik Matthys               | RSC Anderlechtois        |        |        |        |        | 90     | 90     |
| Milieux                   |                          |        |        |        |        |        |        |
| Louis Carré               | RFC Liégeois             | 90     | 90     | 90     | 90     | 90     | 90     |
| Jan Van Der Auwera        | Racing Club de Malines   | 90     | 90     | 90     | 90     | 90     | 90     |
| Victor Mees               | Royal Antwerp FC         | 90     | 90     | 90     | 90     |        | 90     |
| Joseph Givard             | AS Herstalienne SR       |        |        | 90     | 90     |        |        |
| Robert Van Kerkhoven      | Daring Club de Bruxelles |        |        |        |        | 90     | r      |
| Jan Van Steen             | RSC Anderlechtois        |        |        |        |        |        | 90 ,   |
| Attaquants                |                          |        |        |        |        |        |        |
| Raymond Van Gestel        | K Lyra                   | 90     |        | 90     | 90     |        |        |
| Frédéric Chaves d'Aguilar | KSV Waregem              | 90     | 90     | r      | r      |        |        |
| Jef Mermans               | RSC Anderlechtois        | 90     | 90     | 90     | 90     | 90     | 90     |
| Léopold Anoul             | RFC Liégeois             | 90     | 90     | 90     | 90     | 90     | 90     |
| François Sermon           | RSC Anderlechtois        | 90     | 90     | 90     | 90     |        |        |
| Albert Dehert             | K Berchem Sport          | r      | r      |        |        |        | r      |
| Victor Lemberechts        | RFC Malinois             |        | 90     |        |        | 90     |        |
| Rik Coppens               | R Beerschot AC           |        | 90     |        |        |        |        |
| August Van Steelant       | K St-Niklaasse SK        |        |        | 90     | 90     | 90     |        |
| José Moës                 | RFC Liégeois             |        |        |        |        | 90     | 90     |
| Henri Coppens             | RFC Malinois             |        |        |        |        | r      |        |
| Louis Verbruggen          | Royal Antwerp FC         |        |        |        |        |        | 90 ,   |

Un « r » indique un joueur qui était parmi les remplaçants mais qui n'est pas monté au jeu.
1. 1 2 3 4 5 6 7 8  Première sélection officielle pour le joueur.
2. 1 2 3 4 5 6 7  Dernière sélection officielle pour le joueur.
3. 1 2 3 4 5  Premier but officiel pour le joueur.

## Sources